# Friedrich de la Motte Fouqué
Friedrich Heinrich Karl de la Motte, Baró de Fouqué (Brandenburg an der Havel, 12 de febrer de 1777 – Berlín, 23 de gener de 1843) fou un escriptor alemany ascrit al moviment romàntic.

## Biografia
Va nàixer a Brandenburg an der Havel, al si d'una família d'origen francès i hugonot, tal com ho testimonia el seu cognom. El seu avi, Heinrich August de la Motte Fouqué, havia estat un dels generals de Frederic el Gran i son pare fou un oficial prussià. Tot i que inicialment no estava destinat a les armes, Friedrich de la Motte Fouqué va abandonar finalments els seus estudis a la Universitat de Halle per allistar-se a l'exèrcit, i va participar en la campanya del Rin de l'any 1794. La resta de la seua vida va estar dedicat a la literatura. Va ser presentat a August Wilhelm Schlegel, qui el va influir pregonament com a poeta (mich gelehret Maß und Regel | Meister August Wilhelm Schlegel) i qui va publicar el primer llibre de Fouqué, Dramatische Spiele von Pellegrin, l'any 1804.
El seu primer matrimoni va ser dissortat, i aviat va concloure en divorci. La seua segona muller, Karoline von Briest (1773-1831), va gaudir en vida de certa reputació com a novel·lista. Després de la mort de Karoline, Fouqué es va casar per tercera vegada. Va trobar un cert consol davant del vaivé de l'acceptació popular en la pensió que generosament li va atorgar Frederic Guillem IV de Prússia, cosa que li va permetre passar els seus darrers dies sense problemes econòmics. Va morir l'any 1843 a Berlín.

## Obra literària
| «                                            | Si em preguntaren, què és un conte de fades? Diria, llegiu Ondina: això és un conte de fades... de tots els que conec, crec que aquest és el més bell | » |
| — George MacDonald, La imaginació fantàstica | |   |

### Arrels romàntiques
Després de Dramatische Spiele von Pellegrin, la seua segona obra, Romanzen vom Tal Ronceval (1805), va fer més palès encara el seu lligam amb els escriptors capdavanters del Romanticisme, i a la Historie vom edlen Ritter Galmy (1806) va versificar un romanç de la cavalleria medieval del segle xvi.
Sigurd der Schlangentödter, ein Heldenspiel in sechs Abentheuren (1808) fou la primera dramatització alemanya moderna de la llegenda del Nibelung, per a la qual va combinar fonts islandeses, com ara la Saga Volsunga i l'alt-medieval alemany Cant dels Nibelungs.
Aquest drama, i les seues dues seqüeles, Sigurds Rache (1809) i Aslauga (1810), van ser publicades sota el títol Der Held des Nordens l'any 1810. La trilogia va atraure l'atenció vers l'autor, i va ser molt influent en les subsegüents versions de la història, com ara la de Friedrich Hebbel (Nibelungen) i la de Richard Wagner (L'anell del nibelung).
Aquestes obres primerenques mostren les línies que posteriorment seguiria Fouqué; els seus interessos van estar dividits entre la cavalleria medieval per una banda i la mitologia nòrdica per l'altra. El 1813, any de l'alçament contra Napoleó, va tornar a lluitar amb l'exèrcit prussià, i el nou patriotisme que es va despertar entre el poble alemany va deixar empremta en els seus escrits.

### Obres populars
Entre 1810 i 1815, la popularitat de Fouqué va atènyer el seu punt culminant; les nombroses novel·les i narracions, obres de teatre i poemes èpics, que produïa amb extraordinària fecunditat, connectaven a la perfecció amb l'esperit de l'època. Les millors són les primeres —tot destacant entre totes elles la novel·la curta Ondina, que va aparèixer al voltant de 1811 i que avui dia és l'única que sosté la memòria de Fouqué. Això no obstant, per tenir una idea més precisa de les seues qualitats com a escriptor cal remetre's a dues novel·les llargues: Der Zauberring (1813) i Die Fahrten Thiodolfs des Isländers (1815).

### Últims anys
A partir de 1820 la qualitat de la seua obra va anar deteriorant-se, en part degut a l'estil formal que feia servir, i que no va saber adaptar als canvis en el gust dels lectors alemanys. Es va aferrar tenaçment a la faramalla de romanticisme, però en la llum freda i sòbria de l'era post-romàntica, tot això ja semblava feble i teatral. La vigorosa i imaginativa inspiració dels primers anys el va abandonar, de manera que el sobrenom de "Don Quixot del romanticisme", que els seus enemics li van aplicar, no anava del tot errat.